# 장태환
장태환(1961년 10월 22일 ~ )은 대한민국 경기도의회 의원이다.

## 학력
- 전주중앙초등학교
- 용산중학교
- 여의도고등학교
- 한양대학교
- 한양대학교 교육대학원 교육학 석사
- 안양대학교 대학원 교육학 박사

## 경력
- 의왕시 학원연합회 회장
- (사)한국청소년운동연합 의왕시 회장
- 2010.07 ~ 2014.06: 제8대 경기도의회 의원
- 2018.07 ~ 2022.06: 제10대 경기도의회 의원

## 역대 선거 결과
|  | 29.52% |

|  | 57% |

|  | 18.16% |

|  | 70.88% |